# Instituto de Investigación de Reactores Atómicos

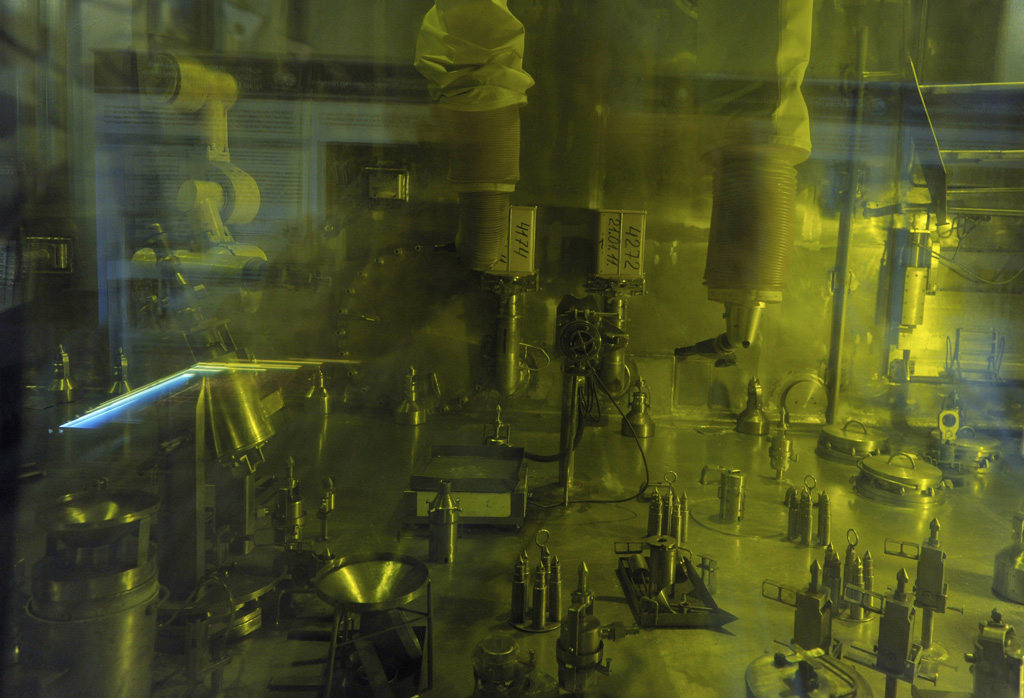
Tratamiento químico de combustible nuclear procesado en el Instituto de Investigación de Reactores Atómicos.

El Instituto de Investigación de Reactores Atómicos (en ruso: Научно-исследовательский институт атомных реакторов) es un instituto para la investigación de reactores nucleares que se encuentra en Dimitrovgrad, Óblast de Uliánovsk, Rusia. El instituto tiene ocho reactores nucleares de investigación: SM, Arbus (ACT-1), MIR.M1, RBT-6, RBT-10 / 1, RBT-10 / 2, BOR-60 and VK-50.